# 横浜市立南戸塚中学校
横浜市立南戸塚中学校（よこはましりつ みなみとつかちゅうがっこう）は、神奈川県横浜市戸塚区戸塚町にある公立中学校。略称はなんとつ中（なんとつちゅう）。

## 概要
1986年（昭和61年）4月1日に開校式が行われた。2026年には開校40周年を迎える。

## 教育目標
1. 自ら学習力の向上に努め、自立的に学び続けていく力を伸ばします（知）
2. 自他の生命を尊重し、心身の健康を維持・向上していく力を伸ばします（徳・体）
3. 共に認め合い、参画し、自他及び社会を高めていく力を伸ばします（公・開）

出典：

## 部活動

### 運動部
- ソフトテニス部
- サッカー部
- 野球部
- バドミントン部
- バレーボール部
- バスケットボール部
- 柔道部
- 剣道部

### 文化部
- 美術部
- 合唱部
- 吹奏楽部

出典：

## 著名な出身者
- 遠藤航